# Pēteris Skudra
Pēteris Skudra (né le 24 avril 1973 à Riga en République socialiste soviétique de Lettonie) est un joueur professionnel de hockey sur glace letton devenu entraîneur. Il évolue au poste de gardien de but.

## Biographie

### Carrière en club
En 1992, il commence sa carrière dans la MHL avec le HK Pardaugava Riga. Il part en Amérique du Nord en 1994 et évolue dans les ligues mineures. Il atteint la Ligue nationale de hockey en 1997 avec les Penguins de Pittsburgh. Il porte par la suite les couleurs des Bruins de Boston, Sabres de Buffalo et Canucks de Vancouver dans la LNH. Il retourne jouer en Russie en 2003. Il met un terme à sa carrière en 2007.

### Carrière internationale
Il représente la Lettonie au niveau international. Il a participé aux sélections jeunes avec l'URSS.